# Marcusenius deboensis
Marcusenius deboensis är en fiskart som först beskrevs av Daget, 1954.  Marcusenius deboensis ingår i släktet Marcusenius och familjen Mormyridae. IUCN kategoriserar arten globalt som otillräckligt studerad. Inga underarter finns listade i Catalogue of Life.